# Орієнтування підземних мереж
Орієнтування підземних мереж (рос. ориентирование подземных сетей, англ. orientation of underground networks, нім. Orientierung f vom Untertagenetz) — комплекс робіт з визначення дирекційних кутів сторін підземних планових мереж та координат початкової підземної точки в системі координат, прийнятій на земній поверхні. Найпоширеніші геометричні та гіроскопічні способи орієнтування, рідше зустрічаються магнітні (див. також зйомка з'єднувальна, знімання з'єднувальне (орієнтування)). При гіроскопічному та магнітному способах О.п.м. визначають тільки дирекційний кут; координати початкової точки визначають геометричним способом.
Дирекційний кут орієнтованої сторони обчислюється як алгебраїчна сума поправки гірокомпаса (визначається на поверхні вимірюванням на вихідній стороні) і азимута гіроскопічного підземної сторони (визначається гірокомпасом) з врахуванням різниці зближення меридіанів у точках установки гірокомпаса на поверхні та в шахті.